# Pola Heada
Pola Heada, strefy Heada – obszary skóry, w których występuje ból lub przeczulica w trakcie choroby określonego narządu wewnętrznego (odruchy trzewno-skórne). Podstawą funkcjonowania odruchów trzewno-skórnych jest układ autonomiczny.
Nazwa eponimiczna upamiętnia angielskiego neurologa i fizjologa Henry’ego Heada.